# Grupo ACS
Grupo ACS — испанская строительная группа, ведёт деятельность в США (более половины выручки), Австралии, Испании, Канаде, Германии и других странах. С 1997 года её возглавляет Флорентино Перес, который также является президентом футбольного и баскетбольного клубов «Реал Мадрид».

## История
Группа ACS возникла в 1997 году в результате слияния компаний OCP Construcciones S.A. и Ginés Navarro Construcciones S.A. Ginés Navarro Construcciones была основана в 1930 году в Мадриде семьёй Наварро. Obras y Construcciones Industriales, позже ставшая OCP Construcciones, начала работу в 1942 году также в Мадриде.
В 2002 году была куплена доля в компании Dragados, в следующем году она была поглощена полностью. Эта компания была основана в 1941 году под названием Dragados y Construcciones («Драгирование и строительство»).
В марте 2007 года была куплена 25-процентная доля в немецкой компании Hochtief, входившей в пятёрку крупнейших строительных подрядчиков в мире. В 2011 году доля была увеличена до контрольного пакета.
В апреле 2022 года главным исполнительным директором группы стал Хуан Сантамария, до этого возглавлявший CIMIC, крупнейшую строительную компанию Австралии.

## Деятельность
Компании группы специализируются на строительстве объектов транспортной и энергетической инфраструктуры (дороги, мосты, тоннели, плотины, аэропорты, линии электропередач, электростанции, электроподстанции), промышленных предприятий, стадионов и жилой недвижимости. Также в группу входят компании, имеющие концессии на управление и обслуживание автомобильных и железных дорог в 15 странах Америки, Европы и Азии. Третье направление деятельности состоит в уборке общественных зданий и обслуживании престарелых.
Выручка группы за 2023 год составила 35,7 млрд евро, её распределение по регионам: Северная Америка — 62 %, Азиатско-Тихоокеанский регион — 22 %, Европа — 15 %, другие регионы — 1 %. Основными рынками в 2023 году были США (56 % выручки), Австралия (21 %), Испания (9 %), Канада (5 %) и Германия (2 %).
В списке крупнейших публичных компаний мира Forbes Global 2000 за 2023 год Grupo ACS заняла 786-е место.

## Дочерние компании
Основные дочерние компании по состоянию на 2023 год:
- Hochtief — немецкая строительная группа, основанная в 1873 году, контрольный пакет акций принадлежит ACS с 2011 года; включает:
  - Turner Construction — американская строительная компания; основана в 1902 году, куплена Hochtief в 1999 году; оборот 17,5 млрд долларов;
  - CIMIC Group — австралийская строительная группа; основана в 1949 году, куплена Hochtief в 1983 году; оборот 13,3 млрд австралийских долларов;
- Dragados — испанская строительная компания; основана в 1941 году, поглощена в 2003 году; оборот 5,6 млрд евро;
- Flatiron — американская строительная компания; основана в 1947 году, поглощена в 2003 году; оборот 2,1 млрд долларов;
- Abertis — компания по управлению автотрассами в Америке, Европе и Индии; основана в 2003 году, поглощена в 2018 году; оборот 5,5 млрд евро; доля 50 %;
- Iridium — компания по управлению автотрассами, железными дорогами и линиями метро в США и Европе;
- Pacific Partnerships — австралийская компания по развитию транспортной и энергетической инфраструктуры;
- Clece — испанская компания, работает в Испании, Португалии и Великобритании (уход за престарелыми, уборка общественных зданий и территорий); основана в 1992 году, поглощена в 2003 году; оборот 1,9 млрд евро;
- Cogesa — испанская компания по строительству и обслуживанию жилой недвижимости.

## Акционеры
Среди значимых акционеров по состоянию на начало 2024 года: Флорентино Перес (14,16 %), Société Générale (6,58 %), BlackRock (5,97 %), Альберто Кортина (5,19 %).

## Некоторые объекты

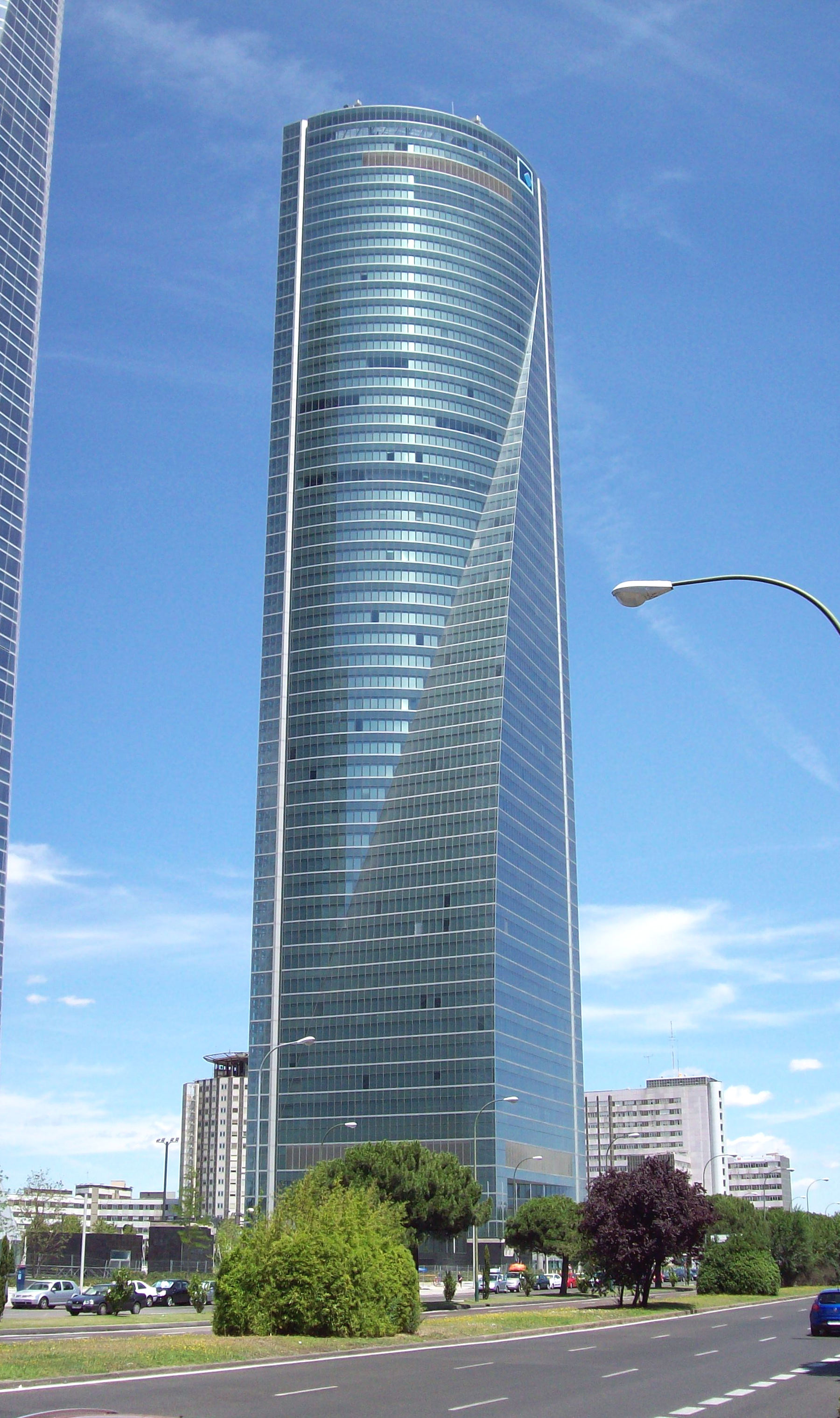
Torre Emperador (Мадрид)
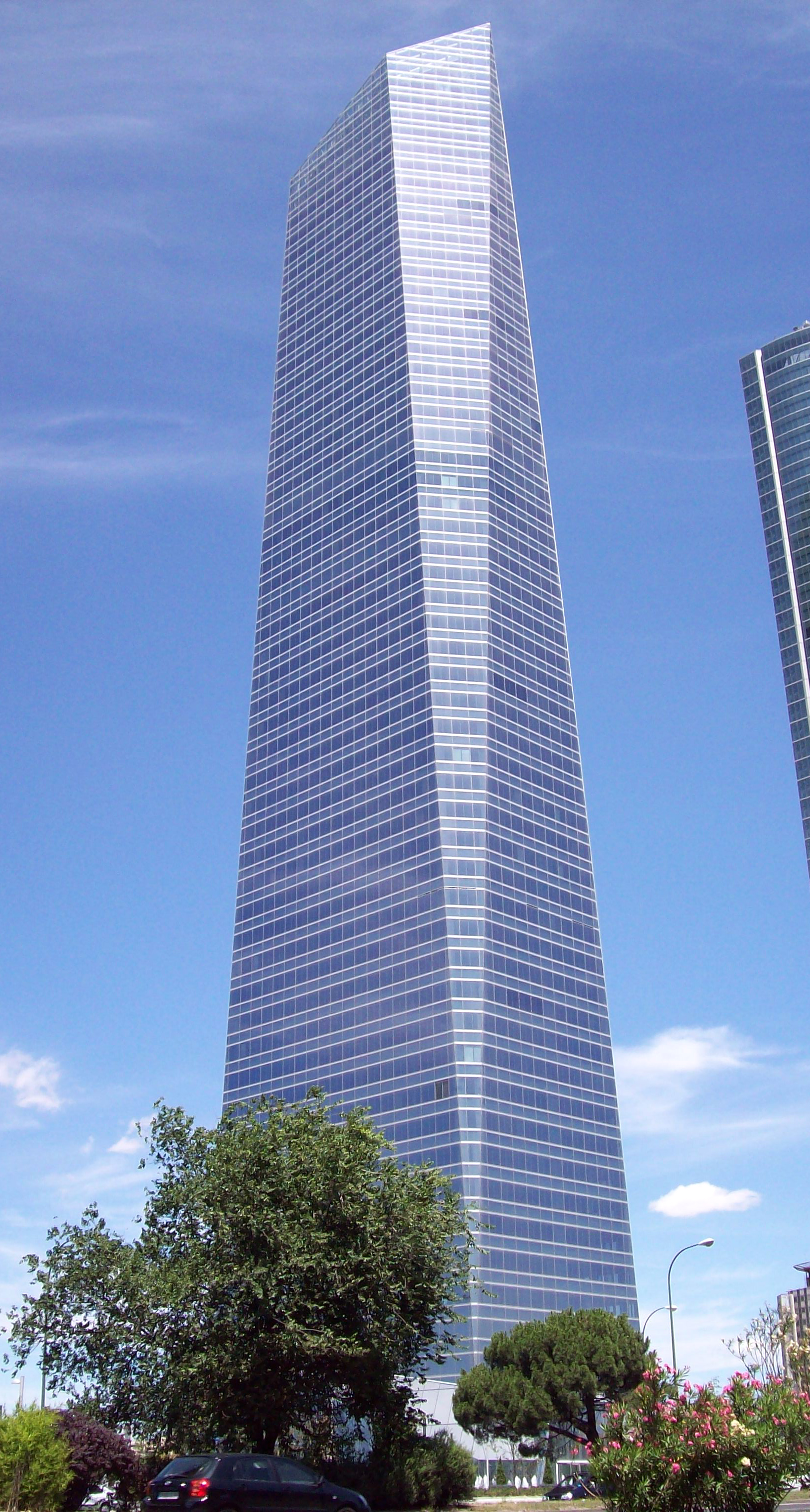
Стеклянная башня (Мадрид)
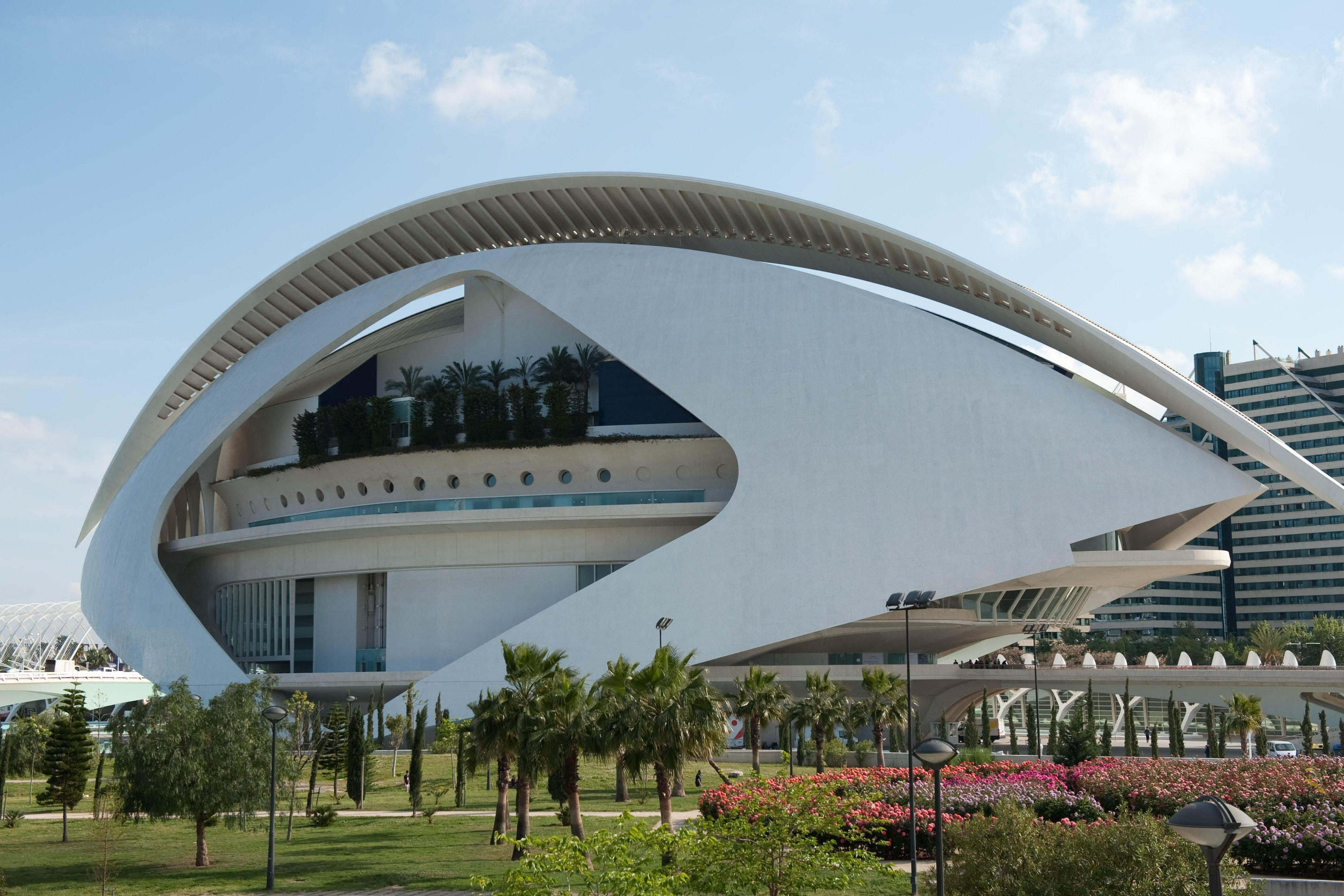
Дворец искусств королевы Софии (Валенсия)
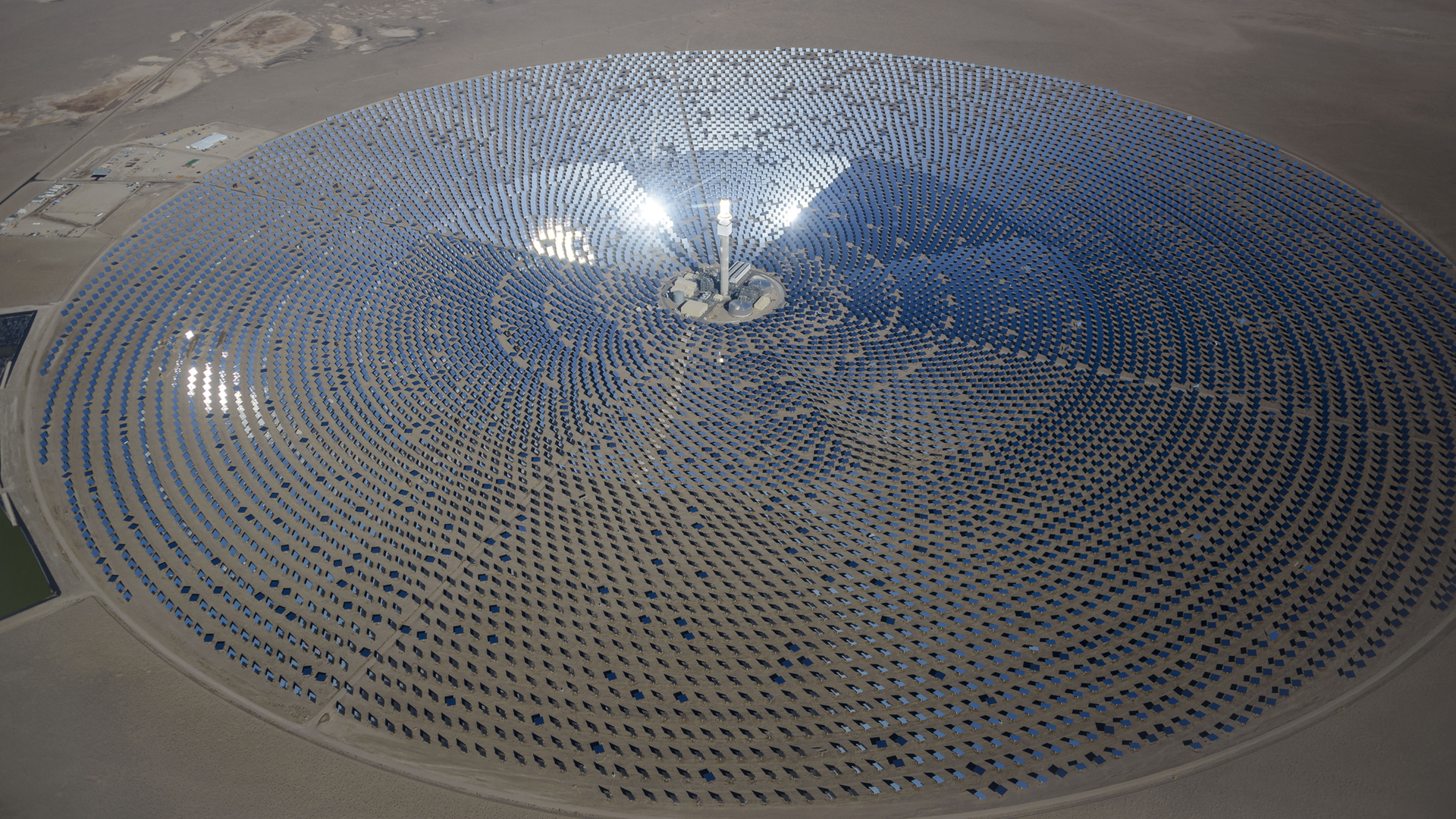
Crescent Dunes (Невада)
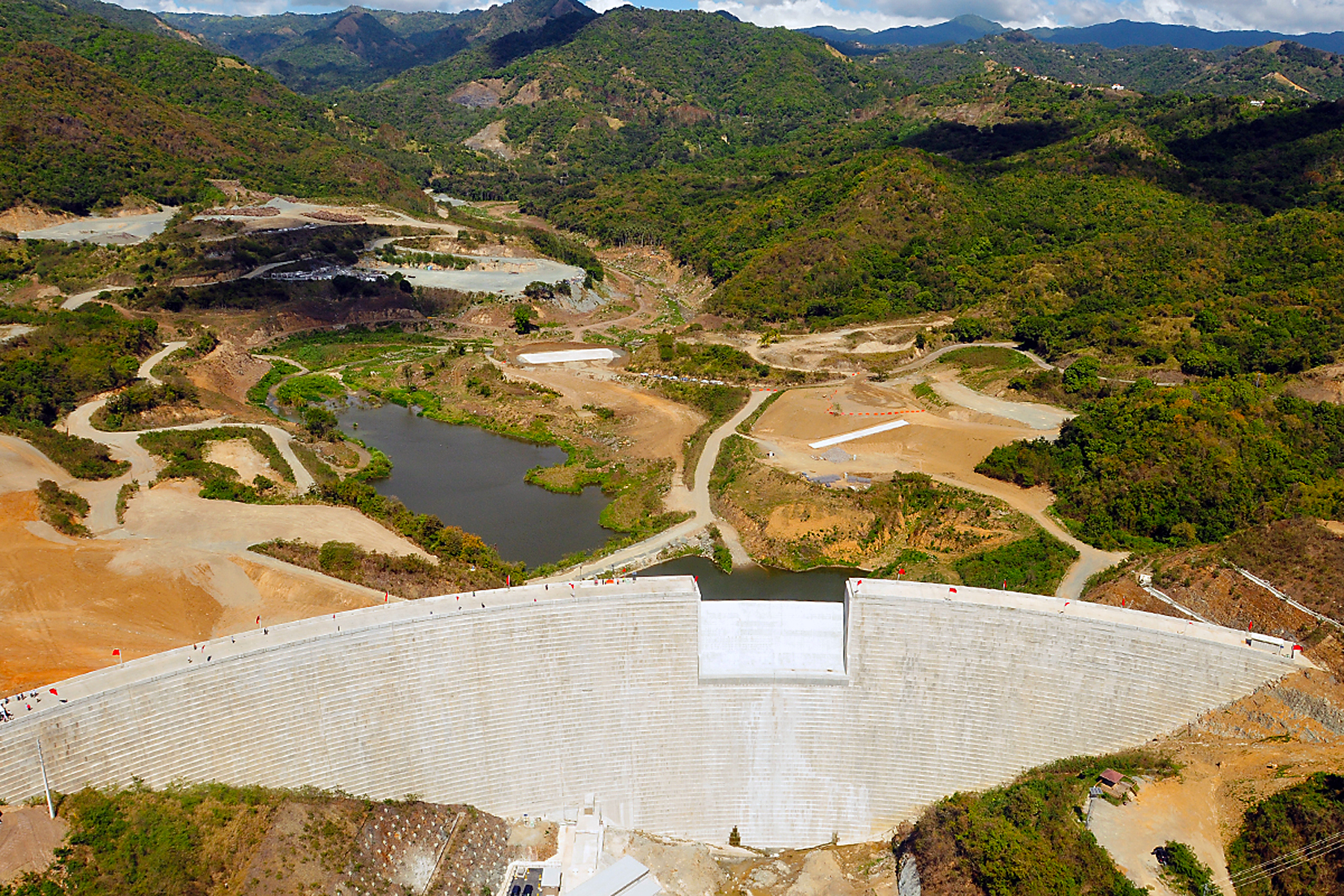
Portugués Dam[англ.] (Пуэрто-Рико)
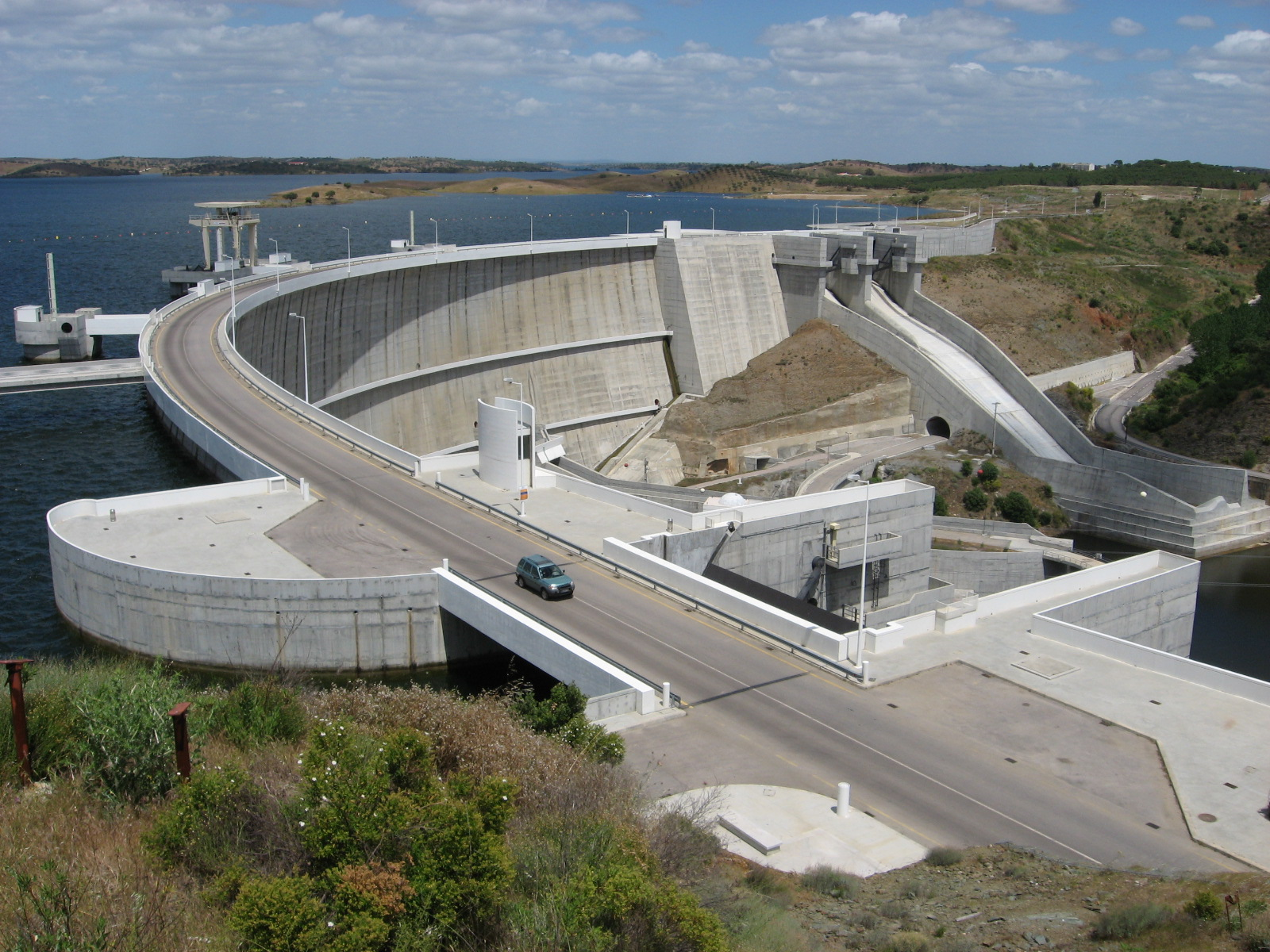
Alqueva Dam[англ.] (Португалия)